# R.C. Codogno 1908
Il R.C. Codogno 1908 Associazione Sportiva Dilettantistica, meglio noto come R.C. Codogno o semplicemente Codogno è una società calcistica italiana con sede nella città di Codogno, in provincia di Lodi. Milita in Eccellenza, il quinto livello del campionato italiano di calcio.

## Storia

### Nasce l'A.S. Codognese

Partita tra Associazione Calcio Codogno e il Dopolavoro Casalpusterlengo (maggio 1943)

Il Codogno venne fondato nel 1908 con la denominazione Associazione Sportiva Codognese.
All'epoca le società calcistiche più vicine erano il Fanfulla, l'Associazione Studenti (poi diventato "Circolo Pallavicino") e il Lodi F.B.C., tutte di Lodi, mentre altre piccole società sportive come la S.G. Codognese si occupavano per lo più di ginnastica e atletica.
Anche a Codogno il calcio ha origini ginniche. La Società Ginnastica Codognese, nata il 26 luglio 1892, si era affiliata alla F.G.N.I. in data 14 gennaio 1893.
A proporre ai ginnasti della S.G. Codognese i primi rudimenti del football fu il maestro Alberto Quaglia che, assunto dalla società nel 1906, cambiò radicalmente il modo di concepire lo sport ginnico dei codognesi con i suoi insegnamenti ispirati all'amore per lo sport e al rispetto verso i compagni, prima di essere licenziato all'inizio della stagione 1907.
In seguito al licenziamento la società, mancante di una figura di guida, perse diversi atleti che, intenzionati a seguire quanto imparato dal maestro Quaglia sviluppando soprattutto il football, andarono a costituire l'Associazione Sportiva Codognese all'inizio della primavera del 1908.
La prima importante manifestazione sportiva ebbe luogo a Codogno nel Foro Boario domenica 18 settembre 1910 ospitando un torneo quadrangolare tra Crema, A.S. Fanfulla, Forti e Liberi di Crema e la società codognese S.S. Fulgor. La coppa in palio fu vinta dal Crema che in finale superò il Fanfulla dopo aver battuto in mattinata la Codognese.
Sospesa temporaneamente l'attività sportiva a causa della partenza di diversi giovani richiamati per la guerra turco-libica del 1911, la società cambiò denominazione in Unione Sportiva Codognese.
Il 31 maggio del 1912 la U.S. Codognese ufficializzò la propria affiliazione alla Federazione Ginnastica Nazionale Italiana così come riportato dalla rivista mensile "Il Ginnasta" organo ufficiale della F.G. N. I.
All'inizio della stagione sportiva 1914 si affiliò alla F.I.S.A. (Federazione Italiana Sports Atletici) con la nuova denominazione Unione Sportiva Codogno.
Il risveglio sportivo del dopo prima guerra mondiale portò i codognesi a cimentarsi con nuove società calcistiche novizie del calibro della U.S. Sant'Angelina, del Piacenza, dell'U.S. Casalpusterlengo e varie altre compagini minori, sorte in seguito al ritorno di numerosi giovani dal fronte.

### I campionati di calcio

Formazione dell'Associazione Calcio Codogno

Dopo la fine della Grande Guerra la società fu ricostituita conservando la vecchia denominazione Unione Sportiva Codogno. Malgrado ciò, per un lungo periodo, tutti i giornali, sia di cronaca sia sportivi, continuarono a utilizzare il nome Codognese.
Dopo aver allestito il proprio terreno di gioco secondo quanto richiesto dalla F.I.G.C. (dimensioni minime 90x45 m) in modo da evitare la Terza Categoria, e averlo cintato in modo da poter far pagare il biglietto d'ingresso, l'U.S. Codogno venne ammessa dal Comitato Regionale Lombardo al campionato regionale di Promozione con un comunicato ufficiale datato 25 novembre 1919.
In Promozione il Codogno si dovette confrontare con squadre di superiore livello tecnico-agonistico, non riuscendo a emergere. In seguito si assistette al passaggio al Codogno di un elevato numero di giocatori del Fanfulla, tra cui quelli di maggiore esperienza, questo, oltreché la crescita di alcuni giovani del vivaio come Mariano Tansini e i fratelli Arcari, permise al Codogno di lottare per il passaggio alla categoria superiore.
La società rimase, però, senza un vero e proprio settore giovanile: per questo motivo, partiti alcuni giocatori della classe 1903, si trovò impossibilitata a completare la rosa della squadra per affrontare i campionati di Terza Divisione e perciò fu costretta alla forzata inattività.

### La ripresa

Formazione dell'Unione Sportiva Codogno del 3 aprile 1927 (Juventus Italia-Codogno 2-1)

Col rientro a fine ferma dei giocatori mancanti e risolta la battaglia legale con la F.I.G.C., che la voleva equiparata a una società neo-affiliata e quindi includerla nel livello più basso, ovvero la Quarta Divisione, incominciò un periodo di ripresa per il Codogno.
Nel 1924-1925 il Codogno vinse il proprio girone al secondo posto alle spalle del Crema, per, poi, vincere il girone di semifinale e affrontare proprio il Crema nella finale per la promozione. La partita di andata contro i cremaschi fu oggetto di scontri tra le tifoserie che costrinsero alla disputa della gara di ritorno, vinta dal Crema che conquistò, così, la promozione, in campo neutro. La stagione successiva il Codogno non riuscì a centrare la promozione, terminando al terzo posto il proprio girone di finali, tuttavia, a seguito dell'allargamento dei quadri della nuova Seconda Divisione da parte del Direttorio Federale F.I.G.C. la squadra ottenne la promozione in Seconda Divisione.

### I campionati nazionali
Al termine della stagione 1927-1928 il Codogno venne promossa in Prima Divisione. L'anno successivo, nell’ambito della riforma dei campionati che portò alla creazione della Serie A e della Serie B a girone unico la squadra fu inclusa nella terza serie del DDS.
Nella stagione successiva il Codogno arrivando penultimo nel suo girone retrocedette in Seconda Divisione, venendo, poi, ripescato. L'anno dopo i codognesi arrivarono ancora penultimi nel loro girone: così come l'anno precedente, la squadra non retrocedette poiché il D.D.S. annullò la retrocessione riammettendola al posto di altre squadre rinunciatarie.

### Crisi e rinascita
Nella stagione successiva il Codogno, per evitare la retrocessione, si rinforzò notevolmente terminando il campionato al quinto posto nel girone B. Nella stagione 1932-33 il Codogno arrivò ultimo nel girone A e retrocedette in Seconda Divisione Regionale a cui non si iscrisse per gravi problemi finanziari.

### In Serie C

Amichevole dell'Associazione Calcio Codogno

Il Codogno fu promosso in Serie C dalla Prima Divisione Lombarda al termine della stagione 1938-1939: la permanenza in C durò una sola stagione: il Codogno chiuse il girone B al terzultimo posto, ritornando in Prima Divisione Regionale. Ritornò di nuovo in Serie C al termine della stagione 1941-1942 e vi rimase fino alla stagione 1947-1948 sfiorando l'ammissione alla fase finale Nord nel 1946-1947 (secondo posto nel girone F della Lega Interregionale Nord).
Nella stagione 1947-1948 a causa di una riforma dei campionati, il Codogno, nonostante il terzo posto nel girone D della Lega Interregionale Nord, venne retrocesso nella nuova Promozione (per salvarsi sarebbe dovuto arrivare tra le prime due). Nella prima stagione in Promozione la squadra disputò un campionato mediocre arrivando decima. Nelle stagioni successive non riuscì mai a lottare per la promozione e, al termine della stagione 1951-1952 venne retrocessa, a causa di una riforma dei campionati, nella nuova Promozione Regionale.

### La Serie D e i 100 anni di storia
Da allora la squadra ha sempre militato nelle serie minori a livello regionale, fatta eccezione per la stagione 2000-2001 passata in Serie D. Nel 2008 il Codogno compie i suoi 100 anni; nell'anno del centenario la squadra, che militava nella categoria Promozione lombarda, subì la sconfitta nei play-out contro il San Biagio, l'altra società di Codogno, retrocedendo in Prima Categoria, salvo poi vedersi ripescata in Promozione.
Dopo due buone stagioni di campionato Promozione la squadra, guidata dal mister Lombardini, nella stagione 2010-2011 con un primo posto conquista la categoria Eccellenza. La stagione 2011-2012 si aprì con la gara di coppa Italia contro la Rigamonti Nuvolera, terminata 1-1. Nonostante le buone aspettative, la squadra si classificò ultima in classifica, dopo aver esonerato il mister Lombardini e aver perso alcuni pezzi importanti dell'organico, retrocedendo, quindi, in Promozione. La stagione 2012-2013 ripartì dal campionato di Promozione. Questa stagione fu particolarmente dura per il Codogno alle prese con una ricostruzione dopo la retrocessione e con l'esordio in prima squadra di molti giovani provenienti dalle file delle giovanili. Nonostante le difficoltà, con un pareggio all'ultima giornata, la squadra ottenne la salvezza, rimanendo nuovamente in promozione per la stagione 2013-2014 nella quale raggiunse la salvezza con più tranquillità rispetto alla stagione precedente.
Nel giugno del 2014, venne fatta una fusione tra l'A.C. Codogno 1908 A.S.D., l'F.C. Real Casal e l'Atletico Castiglione, che portò alla nascita del R.C. Codogno 1908 A.S.D..
Si insediò alla presidenza Diego Porzio con un programma pluriennale di sviluppo della società con particolare attenzione al Settore Giovanile, e vennero stipulati degli accordi di collaborazione con la Fulgor Codogno e con l'Aurora Secugnago e parte la Scuola Calcio dei bambini del 2007 e 2008.
Nella stagione 2014-2015 il R.C. Codogno incominciò il campionato da protagonista trovandosi in zona play-off alla fine del girone di andata, con Tolomeo e Arena capocannonieri del girone. Nel girone di ritorno la squadra, subendo un po' l'effetto della fusione e degli assestamenti societari, lanciò in prima squadra molti giovani chiudendo al sesto posto a un punto di distanza dai play-off. Nel frattempo la società si consolidò con l'ingresso di nuovi imprenditori di Codogno nel consiglio direttivo. L'anno successivo il Codogno, continuando con la politica di puntare sui giovani, riuscì a ottenere la salvezza vincendo i play-out contro la Pagazzanese. Al termine della stagione Pieralfredo Rizzi diventò il nuovo presidente.

## Colori e simboli

### Divisa
La divisa della squadra di calcio è tradizionalmente blu e bianca oppure azzurro-bianca.
| 1908 | 2009-10 |

## Strutture

### Stadio

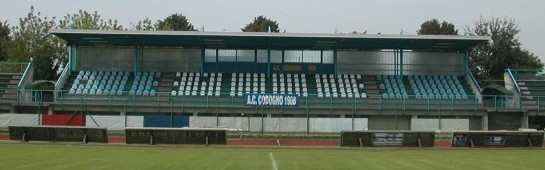
Tribuna del Molinari

Le partite casalinghe del Codogno si disputano allo stadio Fratelli Molinari, costruito nel 1993. Nella prima parte della stagione 2019-2020 i biancazzurri giocano le loro partite casalinghe presso lo stadio di Brembio a causa di lavori presso il Molinari che prevedono la realizzazione di due palestre, il rifacimento degli spogliatoi e della pista d’atletica e una nuova illuminazione.

## Palmarès

### Competizioni regionali
- Eccellenza: 1

1999-2000
- Promozione: 3

1979-1980, 2010-2011, 2023-2024
- Prima Categoria: 1

1974-1975
- Prima Divisione: 2

1937-1938, 1941-1942
- Seconda Divisione: 1

1934-1935
- Campionato italiano di terza divisione: 1

1925-1926

## Statistiche

### Partecipazione ai campionati nazionali
| Livello | Categoria         | Partecipazioni | Debutto   | Ultima stagione | Totale |
| ------- | ----------------- | -------------- | --------- | --------------- | ------ |
| 3°      | Seconda Divisione | 2              | 1926-1927 | 1927-1928       | 13     |
| 3°      | Prima Divisione   | 5              | 1928-1929 | 1932-1933       | 13     |
| 3°      | Serie C           | 6              | 1939-1940 | 1947-1948       | 13     |
| 4º      | Promozione        | 4              | 1948-1949 | 1951-1952       | 4      |
| 5°      | Serie D           | 1              | 2000-2001 | 2000-2001       | 1      |

### Partecipazione ai campionati regionali
| Livello | Categoria             | Partecipazioni | Debutto   | Ultima stagione | Totale |
| ------- | --------------------- | -------------- | --------- | --------------- | ------ |
| I       | Promozione            | 24             | 1919-1920 | 1990-1991       | 56     |
| I       | Terza Divisione       | 3              | 1922-1923 | 1925-1926       | 56     |
| I       | Seconda Divisione     | 1              | 1934-1935 | 1934-1935       | 56     |
| I       | Prima Divisione       | 5              | 1935-1936 | 1941-1942       | 56     |
| I       | Campionato Dilettanti | 2              | 1957-1958 | 1958-1959       | 56     |
| I       | Prima Categoria       | 8              | 1959-1960 | 1966-1967       | 56     |
| I       | Eccellenza            | 13             | 1997-1998 | 2024-2025       | 56     |
| II      | Prima Categoria       | 7              | 1967-1968 | 1974-1975       | 27     |
| II      | Promozione            | 20             | 1991-1992 | 2023-2024       | 27     |
| III     | Seconda Categoria     | 1              | 1969-1970 | 1969-1970       | 1      |

## Tifoseria

### Rivalità
La rivalità cittadina è con la Polisportiva San Biagio, squadra dell'omonimo quartiere di Codogno che nel campionato 2007-2008 sconfisse gli azzurri ai play-out (0-0 fuori e 0-1 in casa) causandone la retrocessione in Prima Categoria. Nonostante questo alla compilazione dei nuovi quadri stagionali il Codogno fu riammesso in Promozione.
Una rivalità molto accesa esiste con il Casalpusterlengo, dovuta alla vicinanza delle due città e allo storico campanilismo fra le due cittadinanze. Rivalità forte contro il Fanfulla fin dagli anni ottanta, soprattutto da parte dei tifosi codognesi. Rivalità meno sentite con Cavenago, Settalese e Soresinese.
- Pol. San Biagio
- Sancolombano
- Fanfulla
- Cavenago
- Casalpusterlengo
- Settalese
- Soresinese

### Amicizie
- Santo Stefano
- Tritium